# Sei Buluh (Teluk Mengkudu)
Sei Buluh is een bestuurslaag in het regentschap Serdang Bedagai van de provincie Noord-Sumatra, Indonesië. Sei Buluh telt 9592 inwoners (volkstelling 2010).